# Synechtry
Synechtry – symbionty, przeważnie żywiące się odpadkami, pasożytnicze lub drapieżne, wrogo traktowane przez kolonię gospodarzy, którymi są owady społeczne, najczęściej mrówki. Do synechtrów należą na przykład niektóre gatunki z rodziny kusakowatych (Coleoptera: Staphylinidae). Chrząszcze te są drapieżnikami (ofiarami są mrówki) lub zjadają zebrany przez mrówki pokarm. 

## Przykłady
Mrowiszczak mrówkomirek (Myrmecophila acervorum) z rodziny mrowiszczaków (Myrmecophilidae). W gniazdach mrówek występują samice (na terenie Europy samców nie stwierdzono). Po osiedleniu się w gnieździe mrówek, zlizują wydzielinę skórną mrówek. Wielkość owadów waha się w granicach 1,5 mm (samce) do 3 mm (samice), oczy są uwstecznione, ciało pozbawione skrzydeł, co wynika z przystosowania do życia w mrowiskach. Samica składa ok. 50 jaj.